# 에런 코블린
에런 코블린(영어: Aaron Koblin, 1982년 1월 14일 ~ )은 미국의 디지털 미디어 예술가이다. 데이터 시각화와 크라우드소싱 분야를 연구하고 있으며, VR 기술 회사 '위드인' 대표이다. 2015년 이전까지 구글에서 일했다.